# Trichoferus campestris
Trichoferus campestris là một loài bọ cánh cứng trong họ Cerambycidae.